# Inflamación sistémica
La inflamación sistémica crónica (SI) es un estado de inflamación de bajo grado que puede persistir durante largos períodos y afectar a todo el organismo. Se produce como resultado de la liberación de citocinas proinflamatorias de las células relacionadas con el sistema inmune y la activación crónica del sistema inmunitario innato. Puede contribuir al desarrollo o progresión de ciertas condiciones mediadas por inflamación, como pueden ser enfermedades cardiovasculares, diabetes tipo 2, cáncer, enfermedades neurodegenerativas, artritis reumatoide y otros problemas de salud.
Cuando se produce como consecuencia del envejecimiento (una de sus causas principales) se la conoce también como inflamm-aging o inflamación senil.

## Mecanismos o causas
La liberación de citocinas proinflamatorias y la activación del sistema inmune innato pueden ser el resultado de factores externos (agentes biológicos o químicos) o internos (mutaciones/variaciones genéticas)ː 
- Factores externosː incluyen infecciones virales y bacterianas, alérgenos o toxinas en los alimentos que comemos y en nuestro entorno, el tabaquismo y el consumo de alcohol.
- Factores internosː incluyen la edad, estrés, trastornos del sueño, obesidad, afecciones autoinmunes y variaciones genéticas.[3][4]

## Investigación
Si bien el SI puede ser inducido por múltiples factores externos, la investigación sugiere que la falta de control por parte de las células dendríticas tolerogénicas y las células T reguladoras (Treg) es posiblemente el principal factor de riesgo para el desarrollo del SI. En el funcionamiento de las respuestas inmunes, las células T-helper y T-citotóxicas se activan mediante la presentación de antígenos por las células presentadoras de antígeno (APC). Las principales son las células dendríticas (DC). Cuando un DC presenta un antígeno a una célula Treg, se envía una señal al núcleo del DC, lo que resulta en la producción de Indolamina 2,3-dioxigenasa (IDO). La IDO inhibe las respuestas de las células T al agotar el triptófano y producir kinurenina, que es tóxica para la célula. 
Las personas susceptibles a desarrollar inflamación sistémica crónica parecen carecer del funcionamiento adecuado de las células Treg y los TDC. En estos individuos, la falta de control de los procesos inflamatorios produce múltiples intolerancias químicas y alimentarias, enfermedades autoinmunes y muchas otras complicacioes. 